# Matthias Reim
Matthias Reim (født 26. november 1957 i Korbach, Hessen) er en tysk musiker, sanger og songwriter.

## Samarbejde
- Roberto Blanco
- Bernhard Brink
- Christoph Brüx
- Jürgen Drews
- Tina York

## Diskografi

### Albums[1]
- 1990: Reim[2]
- 1991: Reim 2
- 1993: Sabotage
- 1994: Zauberland/Wonderland
- 1995: Alles Klar
- 1997: Reim 3
- 1998: Sensationell
- 2000: Wolkenreiter
- 2002: Morgenrot
- 2003: Reim
- 2005: Unverwundbar
- 2007: Männer sind Krieger
- 2010: Sieben Leben
- 2011: Die große Weihnachtsparty
- 2013: Unendlich
- 2014: Die Leichtigkeit des Seins
- 2016: Phoenix